# Жигули (возвышенность)
Жигулёвские го́ры — часть Приволжской возвышенности на правом берегу Волги, огибаемая излучиной Самарской Луки. В горах расположены Жигулёвский заповедник и национальный парк Самарская Лука.
Самая высокая точка — гора Наблюдатель — 381,2 м над уровнем моря.

## Этимология
Название гор неоднократно изменялось с течением времени. Неизвестный персидский автор X века в «Книге о пределах мира от востока к западу» называет их Печенежскими горами. Автор «Казанской летописи» 1560-х годов — Девичьими. Современные исследователи возводят название к тюркскому джегуле — «запряжённый, впряжённый, гужевой», по названию бурлаков и места, где они проживали.
Другая версия связывает происхождение названия с Волжской вольницей — разбойничьими шайками, обитавшими в горах на протяжении многих лет. Хозяева захваченных судов должны были либо заплатить мзду, либо подвергнуться порке горящими розгами. Подобная порка называлась «жечь», «ожег», а люди, производящие её — «жигулями». Существуют и другие версии происхождения названия.
До установления советской власти горы именуются Жегулевскими, а нынешнее село Жигули называли Жегулиха (через Е).
Название Жигулёвские горы впервые даётся в труде академика Петра-Симона Палласа (1741—1811) «Путешествия по разным провинциям Российской империи» (1768—1773).

## География и геология
Жигули — единственные горы тектонического происхождения на Русской равнине, считаются молодыми (около 7 млн лет) и растущими. По различным оценкам, их высота увеличивается примерно на 1 см в 100 лет.
Жигулёвские горы являются проявлением Жигулёвского разлома, представляющего собой взброс-надвиг, образованный в результате меридионального сжатия земной коры.
Сложены горы осадочными породами — известняками и доломитами, возраст которых значительно больше — более 270 млн лет (верхний карбон — пермь). Ведётся добыча нефти (месторождения входят в Волго-Уральскую нефтегазоносную провинцию), известняков на цементное сырьё, доломитов и известняков на строительный камень, до середины XX в. велась добыча природного битума (асфальта).
В северной части Самарской Луки, в районе Жигулей, построена Жигулёвская ГЭС.

### Вершины
Долгое время самой высокой точкой Жигулей считалась гора Стре́льная — 351 м. Однако сейчас выяснено, что самая высокая точка — это гора Наблюдатель (381,2 м над уровнем моря). Известными вершинами являются также Серная гора, Молодецкий курган, Усинский курган, Попова гора, Могутова гора.

## Флора и фауна
Жигулёвские горы покрыты лесами. На северных склонах в основном липовые, кленовые и осиновые леса, на хребтах и крутых склонах растут сосновые боры, на южных, более пологих склонах — лесостепная растительность. В горах обитают и произрастают многие эндемичные и реликтовые виды флоры и фауны.
Флора Жигулёвской возвышенности и Самарской Луки в целом за более чем 200 лет изучена подробно выдающимися учёными-естествоиспытателями, в их числе П. С. Паллас, И. И. Лепёхин, И. П. Фальк, М. Н. Богданов, О. О. Баум, С. И. Коржинский, В. И. Смирнов, А. Ф. Флеров, Д. И. Литвинов, Р. И. Аболин, В. Н. Сукачёв, И. И. Спрыгин, А. А. Уранов, Б. П. Сацердотов, А. Н. Гончарова, М. В. Золотовский, А. А. Булавкина-Ончукова, Л. М. Черепнин, А. Ф. Терехов, Я. И. Проханов, А. М. Семенова-Тян-Шанская, И. С. Сидорук, С. В. Сидорук, В. И. Матвеев, В. И. Игнатенко, Т. И. Плаксина, Н. Н. Цвелёв, С. В. Саксонов и многие другие.
Во флоре Самарской Луки выявлено 1302 вида сосудистых растений (Саксонов, 2006), в их числе узколокальные эндемики Жигулёвской возвышенности — мятлик Саксонова (Poa saksonovii Tzvelev), качим Юзепчука (Gypsophila juzepczukii Ikonn.), молочай жигулёвский (Euphorbia zhigulensis Prokh.), солнцецвет жигулёвский (Helianthemum zhegulensis Juz. ex Tzvelev), тимьян жигулёвский (Thymus zhegulensis Klokov et Shost.) и субэндемики (пырей инееватый, тонконог жестколистный, астрагал Цингера и др.).
На Жигулёвской возвышенности выявлено 237 видов лишайников (Корчиков, 2011).
В растительном покрове преобладают лесостепные виды, произрастают также элементы сухих степей, пустынь и тайги. Наиболее интересны такие растения: полынь солянковая, валериана клубненосная, кохия простёртая, двулепестник альпийский, майник двулистный, лён украинский, истод сибирский и др. Реликтовые элементы флоры: толокнянка обыкновенная, глобулярия точечная, можжевельник казацкий, короставник татарский, овёс пустынный, гвоздика иглистая и др.
Фауна Жигулёвской возвышенности включает свыше 5000 видов животных, из них основная часть — беспозвоночные (преобладает представители класса насекомые). Позвоночных животных выявлено около 300 видов, в том числе: около 200 видов птиц, около 40 видов млекопитающих (преобладают по числу видов отряды грызунов и рукокрылых, 8 видов хищников, 2 — парнокопытных, 1 — зайцеобразных), 5 видов амфибий и 6 видов рептилий. Наиболее характерны заяц-беляк, белка, барсук, лисица, куница, норка, горностай, лось, косуля; тетерев, рябчик, бекас, стриж, грач, золотистая щурка, лесной жаворонок, узорчатый полоз и др. Самое крупное из животных, обитающих в горах — лось.
Кроме того, Жигули известны обилием грибов, произрастающих на лесистых склонах: маслята, опята, вёшенки, мухоморы и пр. Характерный гриб — сыроежка, который можно встретить в Жигулях практически везде. Хорошо изучено биоразнообразие высших базидиомицетов. Эта группа грибов на Жигулях представлена более, чем 750 видами, относящимися к 9 порядкам и 56 семействам. Наиболее распространены представители порядков агариковых и полипоровых и семейств рядовковых, паутинниковых, полипоровых, больбитиевых, энтоломовых, плютеевых, псатирелловых, сыроежковых, шампиньоновых и негниючниковых.
Для охраны растительного и животного мира созданы национальный парк Самарская Лука и Жигулёвский заповедник.

## Туризм
Жигулёвские горы благодаря своим пейзажам являются очень привлекательными для туристов. Однако их большая часть закрыта для посещений из-за расположения на территории Жигулёвского государственного заповедника имени И. И. Спрыгина. Тем более посещаемыми являются остальные места. В урочище Каменная чаша всегда множество туристов. Сюда приезжают организованные экскурсии, многие приезжают на личных автомобилях.
Рядом с Жигулёвском обустраивается горнолыжная трасса.

## Жигулёвские горы в искусстве
Красота местных пейзажей не раз оказывалась запечатлённой на холстах художников. Иван Айвазовский в середине 1880-х годов путешествовал по Волге на пароходе, а через несколько лет создал картину «Волга у Жигулёвских гор» (1887). Илья Репин в 1870 году отдыхал в селе Ширяеве и работал над этюдами к картине «Бурлаки на Волге» (1870—1873). Сейчас в этом селе открыт его дом-музей. Вместе с Репиным в Ширяеве работал русский пейзажист Фёдор Васильев. Результатом этой летней поездки стала одна из самых известных его картин «Вид на Волге. Барки» (1870).
- Галерея
- Фёдор Васильев. Вид на Волге. Барки. 1870
- Илья Репин. Бурлаки на Волге. 1870—1873
- Николай Добровольский. Жигули. 1885
- Иван Айвазовский. Волга у Жигулёвских гор. 1887

В народных сказаниях и песнях Жигули связаны с именем вождя крестьянского восстания XVII века Степана Разина.

## Жигулёвские горы в филателии
- Почтовая марка СССР. 1966. Волга. Жигули.